# Ignaz Günther
Franz Ignaz Günther (Altmannstein, 22 november 1725 - München, 27 juni 1775) was een Duitse beeldhouwer.

## Leven en werk
Günther leerde de beginselen van het vak van zijn vader Johann Georg (1704–1783), die schrijnwerker was. Van 1743 tot 1750 werkte hij als leerling bij Johann Baptist Straub in München. Hij vervolgde zijn gezeljaren in Salzburg (1750), bij hofbeeldhouwer Paul Egell in Manheim (1751-1752) en in Olomouc (1752). In 1753 volgde hij de beeldhouwklas aan de Weense Academie, waar hij een eerste prijs won. Met steun van keurvorst Maximiliaan III Jozef van Beieren kon hij in 1754 een eigen atelier in München starten. In 1757 trouwde hij met Maria Magdalena Hollmayr, zij kregen negen kinderen.
Günthers werd vooral bekend door zijn werk voor kerken, zijn altaren en zijn levendig werk vormen een hoogtepunt van de rococo-beeldhouwkunst. Vanaf 1766 is in zijn werk de invloed van het classicisme zichtbaar.
In 1997 werd in zijn geboorteplaats het Ignaz Günther Museum geopend. In Rosenheim is een gymnasium naar hem vernoemd.

## Werken (selectie)
- 1761-1762 hoogaltaar van de Abdij Rott am Inn
- 1762 beschermengelen in de Burgerzaalkerk (München)
- 1767 hoogaltaar in het klooster Altenhohenhau
- 1770-1773 kansel in de Sint-Joriskerk (München)
- tabernakel in de Sint-Franciscuskerk (München)

## Galerij

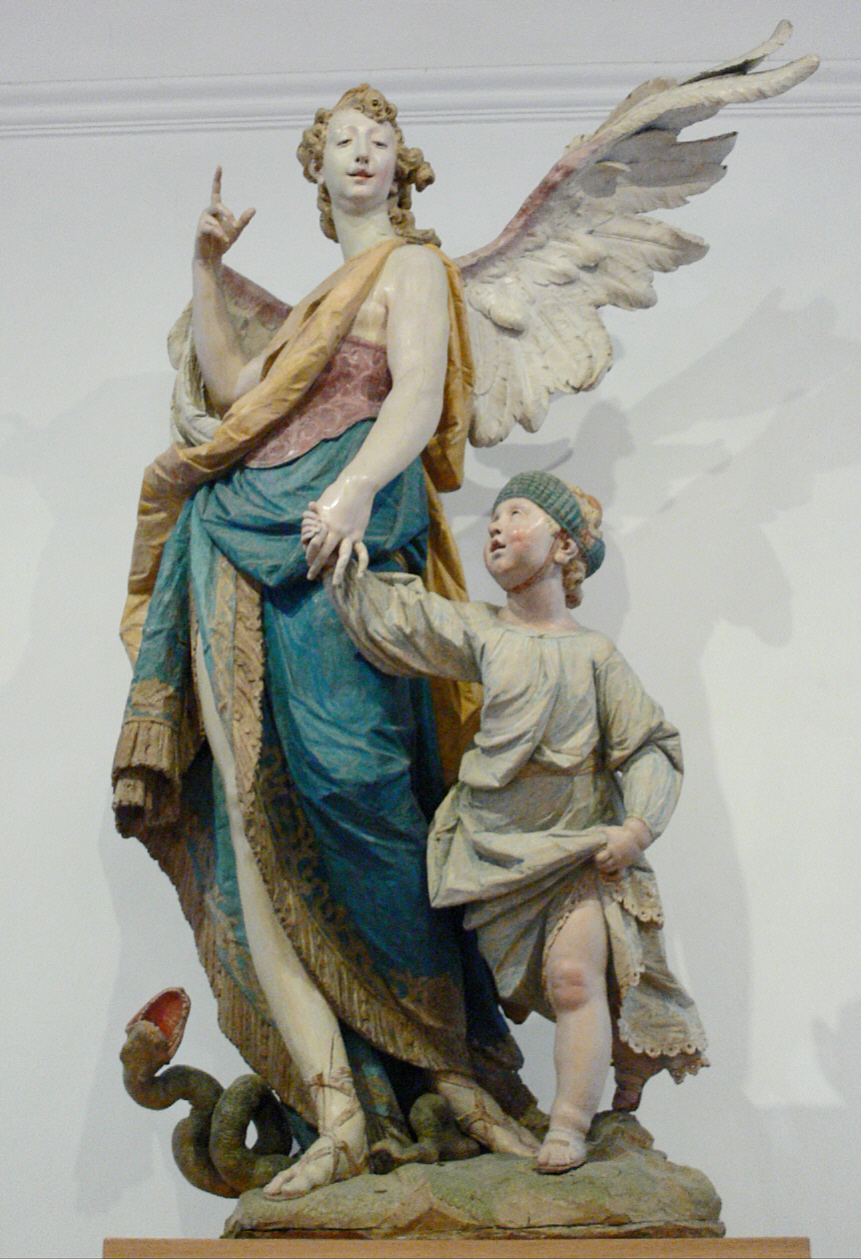
beschermengel in de Burgerzaalkerk (München)
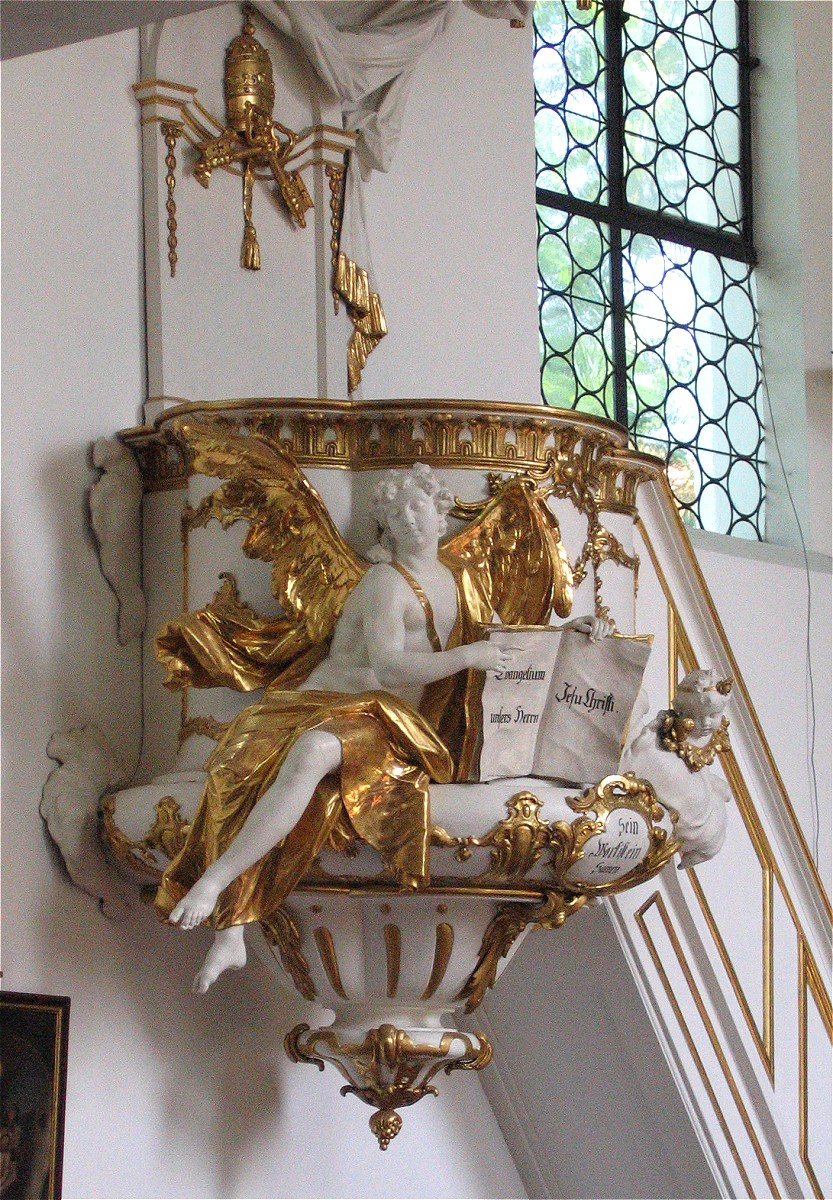
kansel in de Sint-Joriskerk (München)
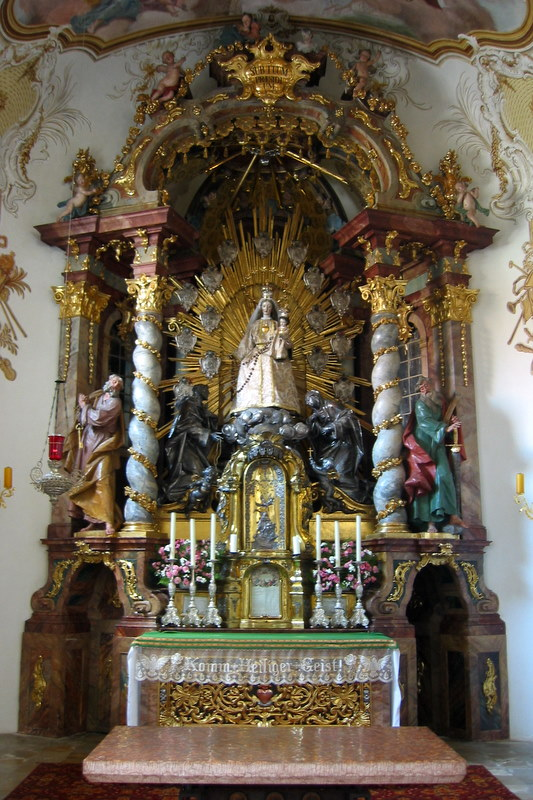
hoogaltaar in het klooster Altenhohenhau